# Vera (Horvátország)
Vera (horvátul: Vera, szerbül: Вера) falu Horvátországban, Vukovár-Szerém megyében. Közigazgatásilag Terpenyéhez tartozik.

## Fekvése
Vukovártól légvonalban 14, közúton 17 km-re északnyugatra, községközpontjától 4 km-re északra, a Nyugat-Szerémségben, a Szlavóniai-síkság keleti részén, az Eszékről Vukovárra menő úttól keletre, Bobota és Dálya között fekszik. 

## Története
A település első írásos említése 1400-ból származik „Were” alakban. 1443-ban, 1460-ban és 1482-ben „Vere” néven nemesi névben és előnévben találjuk. A település 1526-ban Valkóvár eleste után került török kézre és több mint 150 évi török uralom után, 1687-ben szabadult fel.
A török kiűzése után előbb kamarai birtok, majd a vukovári uradalom része lett. Rövid ideig a Kuffstein, majd 1736-tól az Eltz család volt a birtokosa. Az első katonai felmérés térképén „Vera” néven található. Lipszky János 1808-ban Budán kiadott repertóriumában „Vera” néven szerepel. Nagy Lajos 1829-ben kiadott művében „Vera” néven 90 házzal, 22 katolikus és 698 ortodox vallású lakossal találjuk.
A településnek 1857-ben 639, 1910-ben 694 lakosa volt. Szerém vármegye Vukovári járásához tartozott. Az 1910-es népszámlálás adatai szerint lakosságának 93%-a szerb, 4%-a német, 2%-a horvát anyanyelvű volt. A település az első világháború után az új szerb-horvát-szlovén állam, majd később (1929-ben) Jugoszlávia része lett. 1991-ben lakosságának 92%-a szerb, 5%-a jugoszláv nemzetiségű volt. 1991-től a független Horvátország része. A településnek 2011-ben 453 lakosa volt. 

## Népessége
| Lakosság változása | Lakosság változása | Lakosság változása | Lakosság változása | Lakosság változása | Lakosság változása | Lakosság változása | Lakosság változása | Lakosság változása | Lakosság változása | Lakosság változása | Lakosság változása | Lakosság változása | Lakosság változása | Lakosság változása | Lakosság változása |
| ------------------ | ------------------ | ------------------ | ------------------ | ------------------ | ------------------ | ------------------ | ------------------ | ------------------ | ------------------ | ------------------ | ------------------ | ------------------ | ------------------ | ------------------ | ------------------ |
| 1857               | 1869               | 1880               | 1890               | 1900               | 1910               | 1921               | 1931               | 1948               | 1953               | 1961               | 1971               | 1981               | 1991               | 2001               | 2011               |
| 639                | 750                | 668                | 703                | 727                | 694                | 660                | 772                | 608                | 640                | 610                | 595                | 600                | 561                | 508                | 453                |

## Gazdaság
A településen hagyományosan a mezőgazdaság és az állattartás képezi a megélhetés alapját. 

## Nevezetességei
A Gyümölcsoltó Legszentebb Istenanya tiszteletére szentelt szerb pravoszláv temploma 1766-ban épült. 

## Kultúra
A KUD „Ljubomir Ratić - Bubo” kulturális és művészeti egyesület 2001-ben alakult. Célja a helyi hagyományok ápolása. Az egyesület szervezésében kerül megrendezésre a „Dani folklora” (folklórnapok) folklórfesztivál.

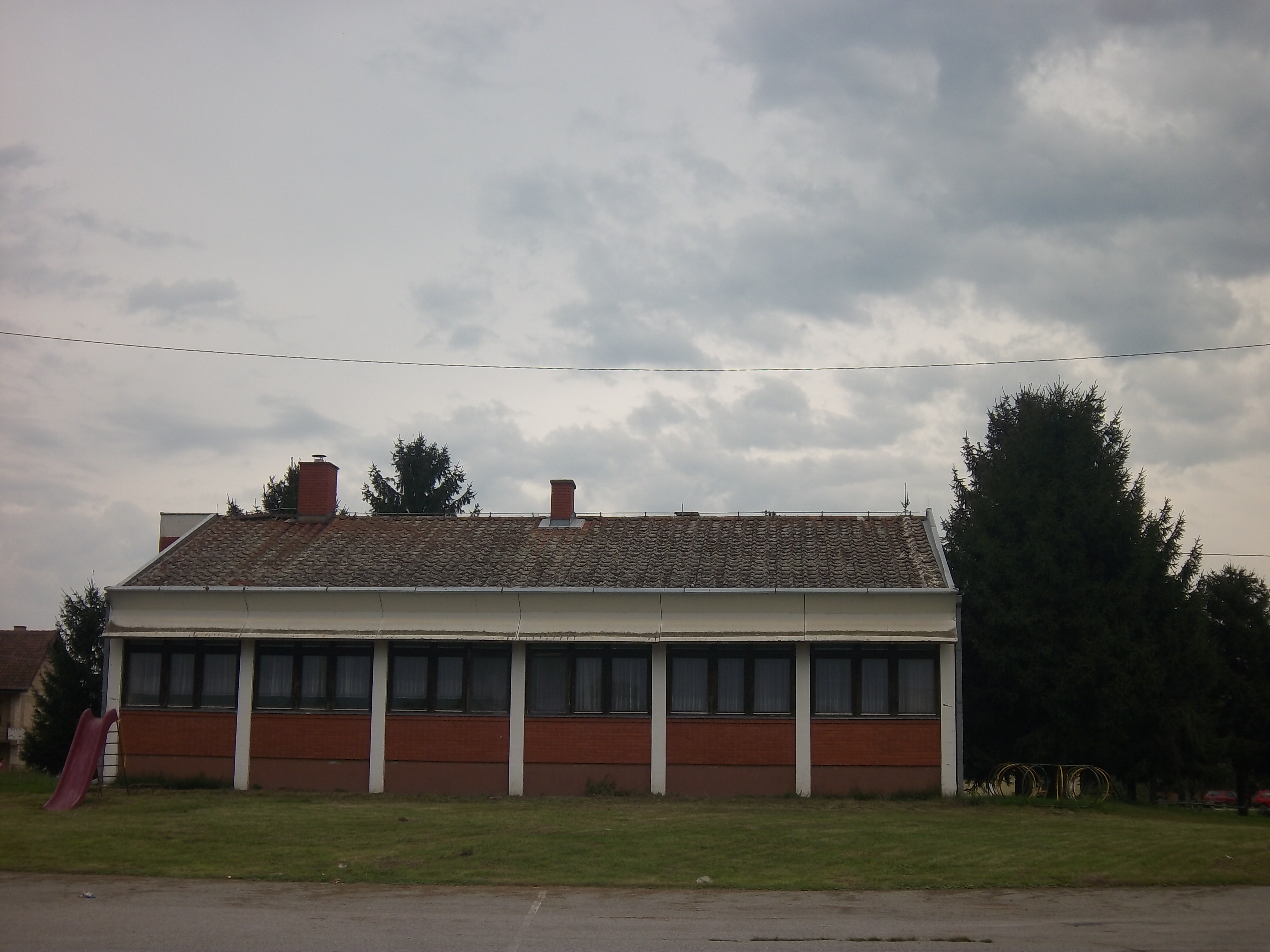
Az iskola épülete

## Oktatás
A település első iskoláját 1789-ben alapították az egyházközség támogatásával. Ma a bobotai általános iskola négyosztályos területi iskolája működik itt.

## Sport
Az NK Hajduk Vera labdarúgóklubot 1937-ben alapították. A klub működését 1997-től az anyagi források hiánya miatt szüneteltették. 2010 óta újból aktív, a megyei 3. ligában szerepel.